# Elisabeth Altmann-Gottheiner
Elisabeth Altmann-Gottheiner (Berlín, 26 de marzo de 1874-Mannheim, 21 de octubre de 1930) fue la primera profesora alemana en dar clase en una Hochschule, además de una defensora de los derechos de la mujer.

## Biografía
Elisabeth Gottheiner estudió en Londres y Berlín. En el año 1904 continuó su doctorado en Zúrich con la investigación Studien über die Wuppertaler Textil-Industrie und ihre Arbeiter in den letzten 20 Jahren ("Estudio sobre la industria textil de Wuppertal y su trabajo en los últimos veinte años").
En el año 1908 sería la primera profesora en la Universidad de Mannheim. A partir de 1912 realizó el Jahrbuch der Frauenbewegung ("Anuario del Movimiento Feminista"). En 1921 publicó Die Berufsaussichten der deutschen Akademikerinnen (Halle/Saale) ("Perspectivas de empleo de las [mujeres] académicas alemanas"). 
En 1924 comenzó a dar clases de economía. En 1925 fue nombrada catedrática.
Elisabeth Gottheiner contrajo matrimonio con el economista Samuel Paul Altmann (1878-1933) en el año 1906.

## Premio Elisabeth Altmann-Gottheiner
La Universidad de Mannheim otorga anualmente y desde 1996 el Premio Elisabeth Altmann-Gottheiner, donado por la comisión del senado alemán para la promoción de la igualdad de las mujeres en el estudio, la investigación y la enseñanza. El objetivo es premiar a estudiantes de todas las especialidades (diplomatura, licenciatura, máster y staatsexamensarbeiten) de dicha universidad que realicen investigaciones científicas en el ámbito de los estudios de género.

## Literatura
- Rosemarie Günther: Eine vorbildliche Netzwerkerin – Elisabeth Altmann-Gottheiner (1874–1930). En: Mannheim Geschichtsblätter 20/2010. Heidelberg, 2010, ISBN 978-3-89735-671-9.
- Alice Salomon: Elisabeth Altmann-Gottheiner zum Gedächtnis. In: Die Österreicherin – Zeitschrift für alle Interessen der Frau. herausgegeben vom Bund österreichischer Frauenvereine. Viena, 3. Jg. En 1930 (Número 9)
- Agnes von Zahn-Harnack: Altmann-Gottheiner, Elisabeth. En: Neue Deutsche Biographie (NDB). Tomo 1, Duncker & Humblot, Berlín 1953, ISBN 3-428-00182-6, S. 227 (Digitalisat).
- Reichshandbuch der Deutschen Gesellschaft – Das Handbuch der Persönlichkeiten in Wort und Bild. Deutscher Wirtschaftsverlag, Berlín, 1930, tomo I, P. 20, ISBN 3-598-30664-4